# Перероблений уран
Повторно оброблений уран — це уран, отриманий із переробки відпрацьованого палива, яка комерційно здійснюється у Франції, Великобританії та Японії, а також за програмами військового виробництва плутонію держав, що мають ядерну зброю. Цей уран становить основну масу матеріалу, виділеного під час переробки.
Комерційне відпрацьоване ядерне паливо LWR містить у середньому (без урахування оболонки) лише чотири відсотки плутонію, мінорних актиноїдів та продуктів ділення за вагою. Незважаючи на те, що він часто містить більше матеріалів, що розщеплюються, ніж природний уран, повторне використання переробленого урану не є поширеним через низькі ціни на ринку урану в останні десятиліття та через те, що він містить небажані ізотопи урану.
| Ізотоп   | Пропорція | характеристики |
| -------- | --------- | --- |
| уран-238 | 98,5 %    | Матеріал для відтворення |
| уран-237 | 0 %       | Приблизно 0,001 % при виписці, але період напіврозпаду лише 1 тиждень. Виробляє розчинний, довгоживучий нептуній-237, який важко утримувати в геологічному сховищі. 237 Np є вихідною сировиною для виробництва 238 Pu, який використовується в радіоізотопних термоелектричних генераторах |
| уран-236 | 0,4–0,6 % | Не є ні матеріалом, що розщеплюється, ні матеріалом для відтворення. Впливає на реактивність. |
| уран-235 | 0,5–1,0 % | Матеріал, що розщеплюється |
| уран-234 | >0,02 %   | Матеріал для відтворення, але може по-різному впливати на реактивність |
| уран-233 | сліди     | Матеріал, що розщеплюється |
| уран-232 | сліди     | Матеріал для відтворення, продукт його розпаду талій-208 випромінює сильне гамма-випромінювання, що ускладнює використання |

Враховуючи досить високі ціни на уран, можливо повторне збагачення та повторне використання переробленого урану. Він вимагає вищого рівня збагачення, ніж природний уран, щоб компенсувати його більш високі рівні 236U, який є легшим, ніж 238U, і тому концентрується у збагаченому продукті. Оскільки при збагаченні легші ізотопи концентруються на «збагаченій» стороні, а важкі ізотопи — на «збідненій», 234
U неминуче буде збагачений трохи сильніше 235
U, що є незначним ефектом у одноразовому паливному циклі через низьку (55 ppm) частку 234
U в природному урані, але може стати актуальним після послідовних проходів через циклу збагачення-вигорання-переробка-збагачення, залежно від характеристик збагачення та вигорання. 234
U легко поглинає теплові нейтрони та перетворюється на розщеплюваний 235
U, який необхідно враховувати, якщо він досягає значних часток паливного матеріалу. Якщо 235
U взаємодіє з швидким нейтроном, є ймовірність (n,2n) реакції «нокауту». Залежно від характеристик реактора та вигоряння це може бути більшим джерелом 234
U у відпрацьованому паливі, ніж збагачення. Якщо реактори-розмножувачі коли-небудь набудуть широкого комерційного використання, перероблений уран, як і збіднений уран, можна буде використовувати в їхніх ковдрах-розмножувачах.
Були проведені деякі дослідження щодо використання переробленого урану в реакторах CANDU. CANDU призначений для використання природного урану як палива; вміст 235U, що залишається у відпрацьованому паливі PWR/BWR, як правило, більший, ніж у природному урані, який становить приблизно 0,72 % 235U, що дозволяє пропустити етап повторного збагачення. Випробування паливного циклу також включали паливний цикл DUPIC (пряме використання відпрацьованого палива PWR в CANDU), де використане паливо з реактора з водою під тиском (PWR) упаковується в паливний пакет CANDU лише з фізичною переробкою (розрізаним на частини), але без хімічної переробки. Розкриття оболонки неминуче вивільняє летючі продукти ділення, такі як ксенон, тритій або криптон-85. Деякі варіації паливного циклу DUPIC навмисно використовують це, включаючи стадію вокиснення, за допомогою якої паливо нагрівається для виведення напівлетких продуктів поділу та/або піддається одному чи більше циклам відновлення/окислення для перетворення нелетких оксидів у летючі самостійні елементи і навпаки.
Пряме використання відновленого урану для палива реактора CANDU було вперше продемонстровано на атомній електростанції Ціньшань у Китаї. Перше використання повторно збагаченого урану в комерційних LWR відбулося в 1994 році на атомній електростанції Cruas Nuclear Power Plant у Франції.
У 2020 році Франція, одна з країн з найбільшою потужністю переробки, мала запаси 40020 тонн переробленого урану, порівняно з 24100 тоннами у 2010 році. Щороку Франція переробляє 1100 тонн відпрацьованого палива в 11 тонн реакторного плутонію (для негайної подальшої переробки в МОКС-паливо) і 1045 тонн переробленого урану, який значною мірою накопичується. Існують положення щодо зберігання цього переробленого урану до 250 років для потенційного використання в майбутньому. Враховуючи внутрішні можливості Франції зі збагачення урану, цей запас є стратегічним резервом на випадок серйозного збою в постачанні урану, оскільки Франція не має внутрішнього видобутку урану.

## Подальше читання
Розширена основа вартості паливного циклу — Національна лабораторія Айдахо
- Модуль K2 Конверсія та утилізація переробленого урану у воді
- Модуль K3 Пірохімічно/пірометалургійно перероблений уран, перетворення та утилізація